# 组织胞浆菌病
組織胞漿菌病（學名：Histoplasmosis） 是由真菌荚膜阿耶罗菌（Ajellomyces capsulatus，现名荚膜伊蒙菌，Emmonsiella capsulata ） 引起的疾病。通常藉由呼吸道造成免疫系統部正常之肺部疾病 。 對大多數人為輕微疾病，但也有些病例會蔓延到其他器官或骨骼，若不及時治療可能會致命。
組織胞漿病菌在愛滋病患者中很常見，因為其免疫力受到HIV病毒影響所抑制。
此病原存在於土壤中，特別是含有蝙蝠及鳥禽糞便之土壤，從挖掘或施工中破壞受汙染土壤而釋放孢子，人類吸入後會沉積到肺部感染，但人與人之間不會互相傳染。

## 症狀

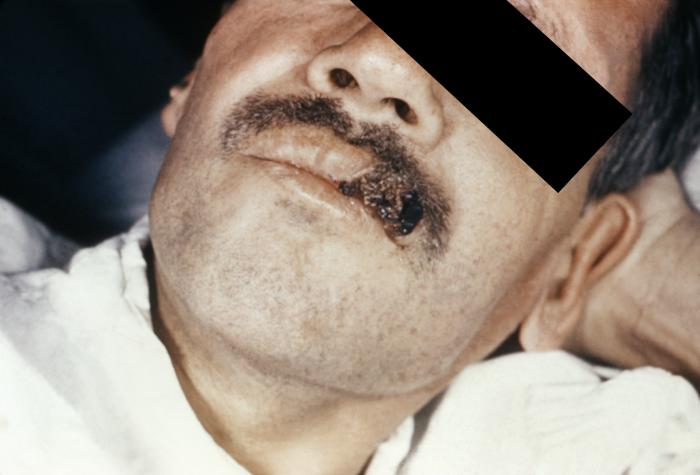
感染後上唇皮膚組織病變

如果感染組織胞漿菌病，症狀會在接觸後3至17天內開始。組織胞漿菌病的急性期特徵為一般呼吸道症狀如咳嗽或流感，大多數受感染的個體並且沒有明顯的不良影響。胸部X光檢查結果在40-70％的病例中是正常的。 慢性組織胞漿菌病病例可能與結核病相似 ；播散性組織胞漿菌病影響多器官系統，除非得到治療否則致命。

### 併發症
在沒有適當治療的情況下，特別是在免疫受損的個體中，可能出現併發症。包含復發性肺炎、呼吸衰竭、肺血管阻塞、淋巴結纖維化等病症。在病變癒合後，堅硬的鈣化淋巴結會侵蝕氣道壁，引起咳血。

## 機制
Histoplasmosis capsulatum 生長在被鳥或蝙蝠糞便、鳥糞所污染的土壤中。這種真菌具有二型性，在環境中(37°C以下)以褐色菌絲體型態存在 ，在人類體上（體溫37°C以上）會以酵母型式存在。 組織胞漿菌病不具有傳染性，但通過吸入來自受汙染土壤或鳥糞中的分生孢子達肺泡感染。在肺泡中，巨噬細胞攝取這些小分生孢子。而分生孢子在吞噬體中以酵母型態內存活並繁殖，藉由巨噬細胞在淋巴循環中傳播到不同器官。

## 治療
大多數免疫活體個體中組織胞漿菌病可在沒有任何治療的情況下痊癒，但若病情嚴重可使用抗真菌藥物來治療，典型治療方式為先用兩性黴素B 然後在口服伊曲康唑 。在重症病例中伊曲康唑治療至少需要持續一年，而在急性肺組織胞漿菌病中，治療6至12週就足夠了。

## 歷史
組織胞漿菌由Samuel T. Darling於1905年發現 ，但在20世紀30年代才成為一種普遍的感染的流行病。在此之前，許多組織胞漿菌病病例被錯誤地診斷為結核病, 患者因而錯過治療反而被關進結核病療養院被二次感染。